# Campo de Asfódelos
O Campo de Asfódelos, de acordo com a mitologia, era um local que ficava no Mundo Inferior, reino pertencente a Hades, rei dos mortos. Neste lugar ficam vagando todas as almas que, depois de seu julgamento, não foram consideradas nem más, nem boas, mas simplesmente 'irrelevantes'.
Era uma das três principais divisões do submundo junto com Elísio, onde as almas justas eram recompensadas, e Tártaro, onde as almas cruéis eram punidas.  Em sua Odisseia , Homero localiza os Campos de Asfódelos perto da Terra dos sonhos . Ele ainda se refere a eles como a morada dos espíritos dos homens que abandonaram seus trabalhos terrestres. 

## Nome
O nome da terra, inspirado na planta Asphodelus , aparece na literatura desde a Odisseia de Homero , onde aparece na pesquisa de Odisseu sobre o submundo. Muitos poetas gregos antigos e comentaristas homéricos entendem o adjetivo asphodelòs como significando 'florido', 'perfumado' ou 'fértil'. 
De acordo com outros, a planta pouco atraente foi escolhida pelos gregos por causa de sua cor cinza fantasmagórica, que é apropriada para a atmosfera sombria do submundo. 
Uma proposta diferente explica o nome da terra como 'campo de cinzas' baseando-se em sphodelos ou spodelos , uma versão alternativa do nome  que poderia estar relacionada a "σποδός", spodós ('cinzas', 'brasas').

## Textos Contemporâneos
No livro "Percy Jackson e os Olimpianos - O Ladrão de Raios"  da saga "Percy Jackson e os Olimpianos", Percy, Annabeth e Grover vão para o Mundo Inferior e ficam durante um tempo nos Campos de Asfódelos, onde Percy o compara com um estádio lotado sem energia elétrica.
"Imagine a maior aglomeração de gente que você já viu em um show, um campo de futebol lotado de um milhão de fãs. Agora imagine um campo um milhão de vezes maior do que esse, lotado, e imagine que a energia elétrica falhou e não há barulho, não há luz, nem aquelas bolas gigantes quicando por cima da multidão. Algo de trágico aconteceu nos bastidores. Uma massa sussurrante de gente fica simplesmente vagueando nas sombras sem direção, esperando um show que nunca vai começar. Se é capaz de imaginar isso, tem uma boa ideia de como são os Campos de Asfódelos. A grama preta tinha sido pisoteada por eras de pés mortos. Um vento morno e úmido soprava como o hálito de um pântano. "